# Bonnington Pavilion

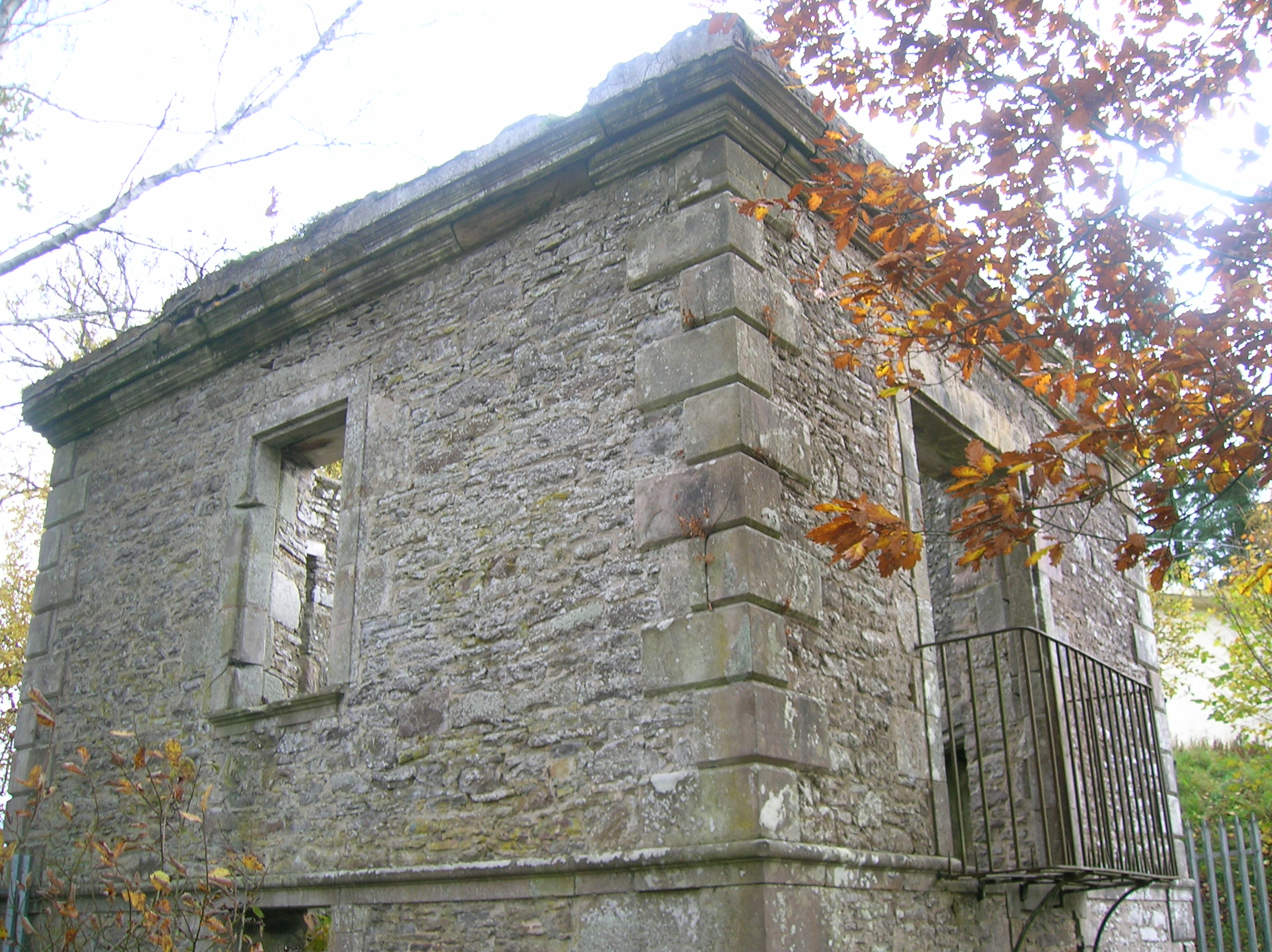
Bonnington Pavilion

Der Bonnington Pavilion, auch Corra Linn Pavilion oder Hall of Mirrors, ist ein Pavillon nahe der schottischen Stadt Lanark in der Council Area South Lanarkshire. 1980 wurde das Bauwerk in die schottischen Denkmallisten in der höchsten Denkmalkategorie A aufgenommen.

## Geschichte
Der Pavillon entstand im Jahre 1708 auf dem Gelände des Herrenhauses Bonnington House. Das Herrenhaus wurde zwischenzeitlich abgebrochen. Im Jahre 1769 wurde der Pavillon als verwaist beschrieben. Vermutlich wurde er mit dem Bau des neuen Bonnington House durch John Lockhart-Ross in den 1770er Jahren restauriert. Lockhart-Ross wird auch die Installation der Spiegel im Inneren sowie die Einrichtung des Treppenabgangs zu den Wasserfällen von Corra Linn zugeschrieben. In den 1830er Jahren führten mehrere Wanderwege entlang des Pavillons. Er war zu dieser Zeit gegen Gebühr zugänglich. Spätestens seit den 1990er Jahren ist das Gebäude unbedacht. 2008 wurde der Pavillon in das Register gefährdeter denkmalgeschützter Bauwerke in Schottland aufgenommen. Sein Zustand wird als Ruine, jedoch bei mäßiger Gefährdung eingestuft.

## Beschreibung
Der Bonnington Pavilion steht auf einer Klippe auf halber Strecke zwischen der Industriesiedlung New Lanark und dem Wasserkraftwerk Bonnington. Er bietet ein Panorama über die Wasserfälle von Corra Linn. Mit seinem Baujahr handelt es sich um das früheste Gebäude in Schottland, das zur Beobachtung eines Naturpanoramas errichtet wurde. Des Weiteren zählt es zu den ersten frühklassizistischen Bauwerken Schottlands.
Das zweistöckige Gebäude weist einen quadratischen Grundriss auf. Die ostexponierte Frontseite des zweistöckigen Gebäudes ist drei Achsen weit. Das Eingangsportal im Obergeschoss ist über eine Vortreppe zugänglich. Das Mauerwerk des Erdgeschosses ist ebenso wie die Ecksteine rustiziert. Während an dieser Seite Steinquader verbauten wurden, besteht das Mauerwerk der übrigen Seiten aus Bruchstein und war einst mit Harl verputzt. Gebäudeöffnungen sind profiliert eingefasst. Das Portal schließt mit einem Architrav.